# Região Metropolitana de Porto Velho
A Região Metropolitana de Porto Velho é uma região metropolitana brasileira no estado de Rondônia, no Norte do país, instituída pela Lei nº 3654, de 9 de novembro de 2015 e publicada no D.O.E nº 2818, de 10 de novembro de 2015, que compreende os municípios de Candeias do Jamari e Porto Velho.